# Агломерационная машина

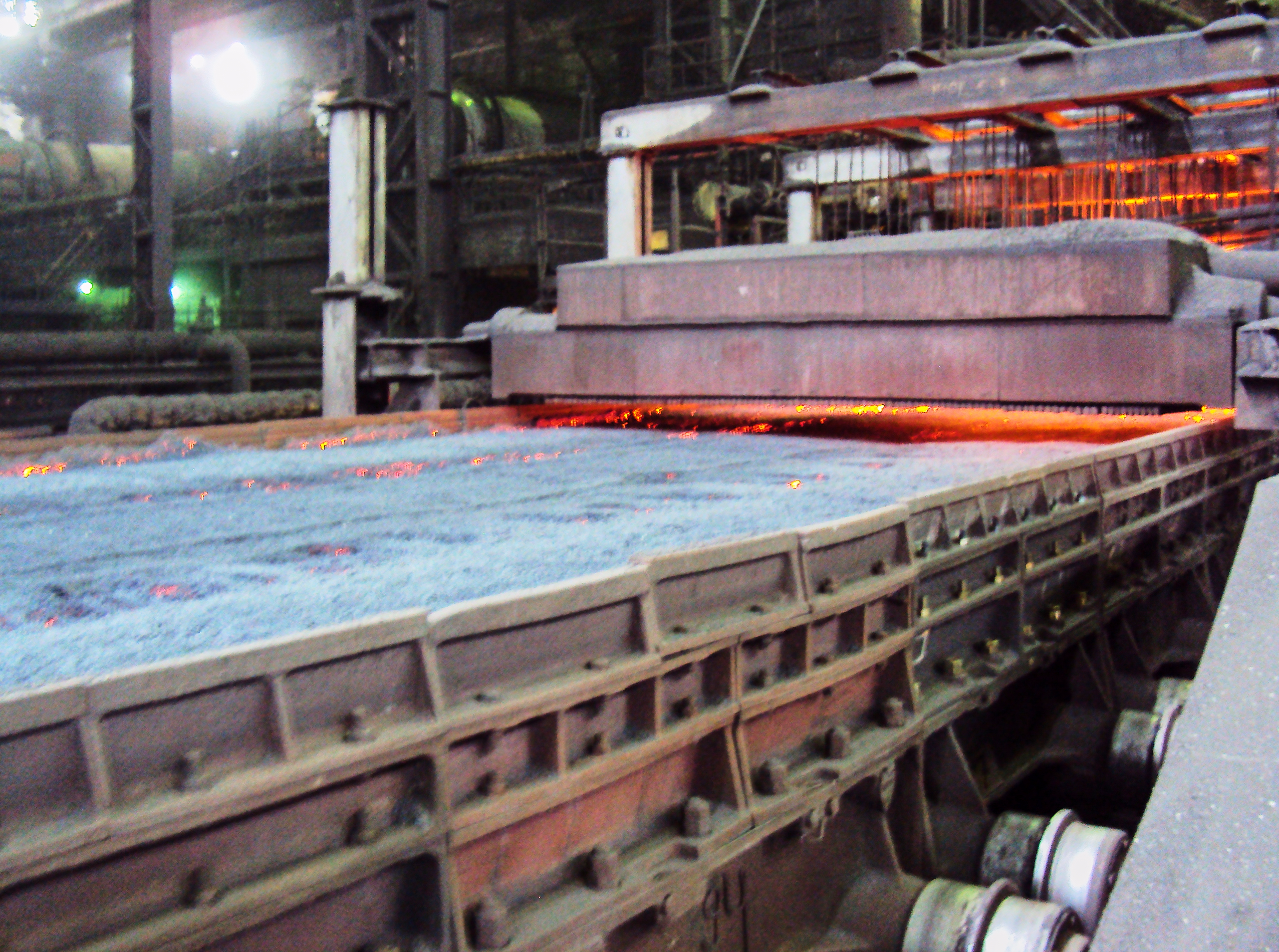
Горн агломашины

Принципиальная схема агломашины

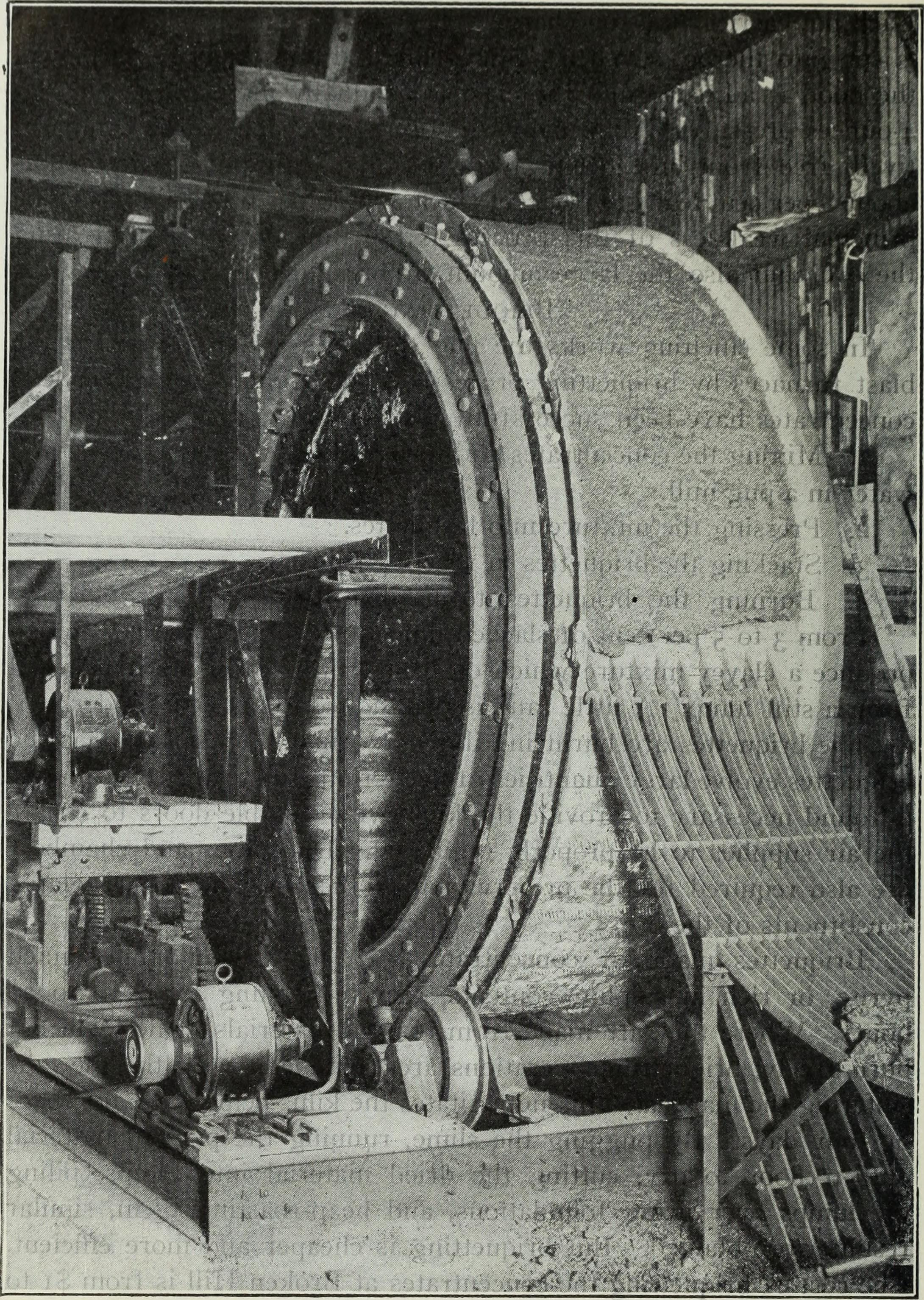
Агломерационная машина барабанного типа Дуайта и Ллойда, 1891

Агломерацио́нная маши́на (агломаши́на) — машина, предназначенная для получения агломерата путём спекания рудной мелочи и концентратов методом прососа воздуха через слой шихты, лежащей на колосниковой решётке, с частичным освобождением шихты от вредных примесей.

## Описание работы
Основной частью агломерационной машины является металлический жёлоб (шириной 2—4 м и длиной 25—80 м), образованный из плотно сдвинутых тележек с бортами — палет, перемещающихся по рельсам на роликах. Дно у тележек набрано из колосников (со щелями шириной 5—6 мм). Движение тележек осуществляется при помощи головной звёздочки, которая захватывает внизу зубьями тележку, поднимает её, прижимает к предыдущей и через неё толкает все остальные, находящиеся на верхних направляющих. Последняя тележка переходит на кругообразные направляющие в хвосте машины, опрокидывается и под действием собственного веса по нижним наклонным направляющим скатывается к головной звёздочке. После этого цикл повторяется. В промежутке между верхними и нижними направляющими смонтированы пирамидальной формы вакуум-камеры, соединённые при помощи газохода с дымососом (эксгаустером). Эксгаустер создает разрежение в вакуум-камерах, под действием которого через всю площадь палет, находящихся на верхнем горизонтальном участке, в агломерируемый слой засасывается вначале горячий газ (из зажигательного горна), а затем на остальной части машины — воздух.
Подготовленную шихту (влажную, окомкованную) питателем загружают на непрерывно движущиеся палеты. За время пребывания шихты под зажигательным горном (в течение 1 минуты) происходит зажигание шихты — воспламенение твердого топлива поверхностного слоя шихты. Скорость движения палет регулируется таким образом, чтобы зона формирования агломерата достигла колосников в момент, когда палета проходит над последней вакуум-камерой. При опрокидывании тележки «агломерационный пирог» соскальзывает с неё (см. иллюстрации) и после дробления и грохочения направляется на охлаждение. Отсасываемые из-под машины газы очищаются от пыли и, пройдя через эксгаустер, выбрасываются в атмосферу.

## Характеристики
- площадь спекания — до 450 м²
- ширина ленты — от 3 м
- высота спекаемого слоя — от 230 мм
- производительность — от 74 т/ч
- выход возврата — от 20,5 %
- температура газа в эксгаустере — от 110 °C
- средний диаметр возврата — от 4 мм
- содержание мелочи 0—5 мм в бункерном агломерате — от 11 %
- прочность агломерата: на удар — от 68 %, на истирание — от 5 %
- площадь просасывания общая — 160 м²
- длина площади просасывания — 65 м²
- ширина рабочей поверхности — 2,7 м
- скорость движения палет — от 1,5 м/мин
- мощность — 32 кВт
- обороты — 730 об/мин
- обороты тахогенератора — 1950 об/мин

## Применение
- окускование тонкоизмельченных руд
- окускование концентратов
- окускование колошниковой пыли

## Рабочие элементы
- звёздочки
- питатели
- зажигательный горн
- спекательная тележка
- каркас
- вакуумная камера
- бункеры
- барабанный смеситель
- ведущий барабан
- двигатель
- вакуум — камеры
- ведомый барабан машины
- эксгаустер

## Классификация
- барабанные агломерационные машины
- горизонтальные агломерационные машины
- круглые (кольцевые) агломерационные машины
- ленточные (конвейерные) агломерационные машины с прямолинейным движением

## Галерея

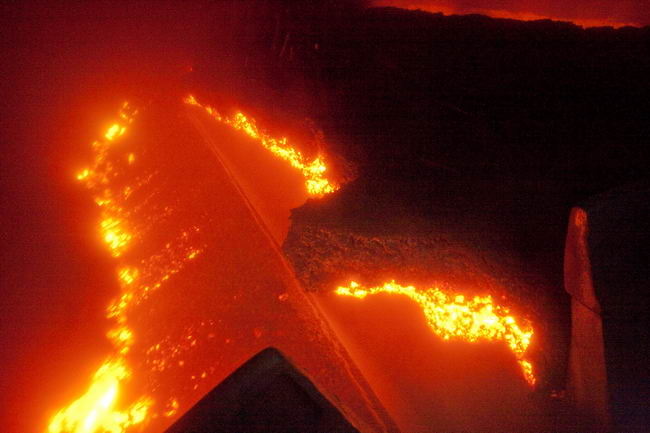
Сход пирога с агломерационных тележек
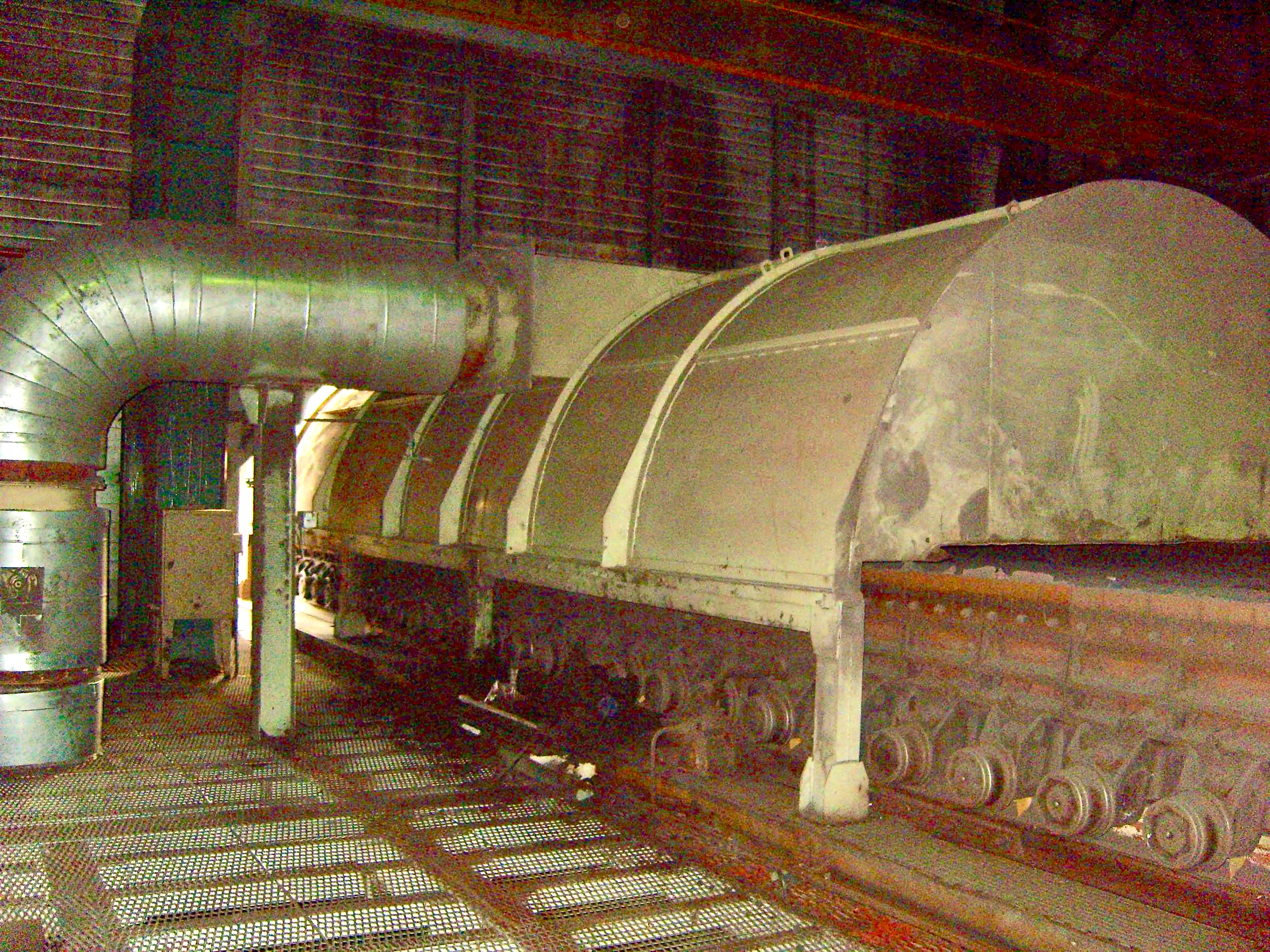
Агломашина с кожухом для охлаждения и рекуперации тепла
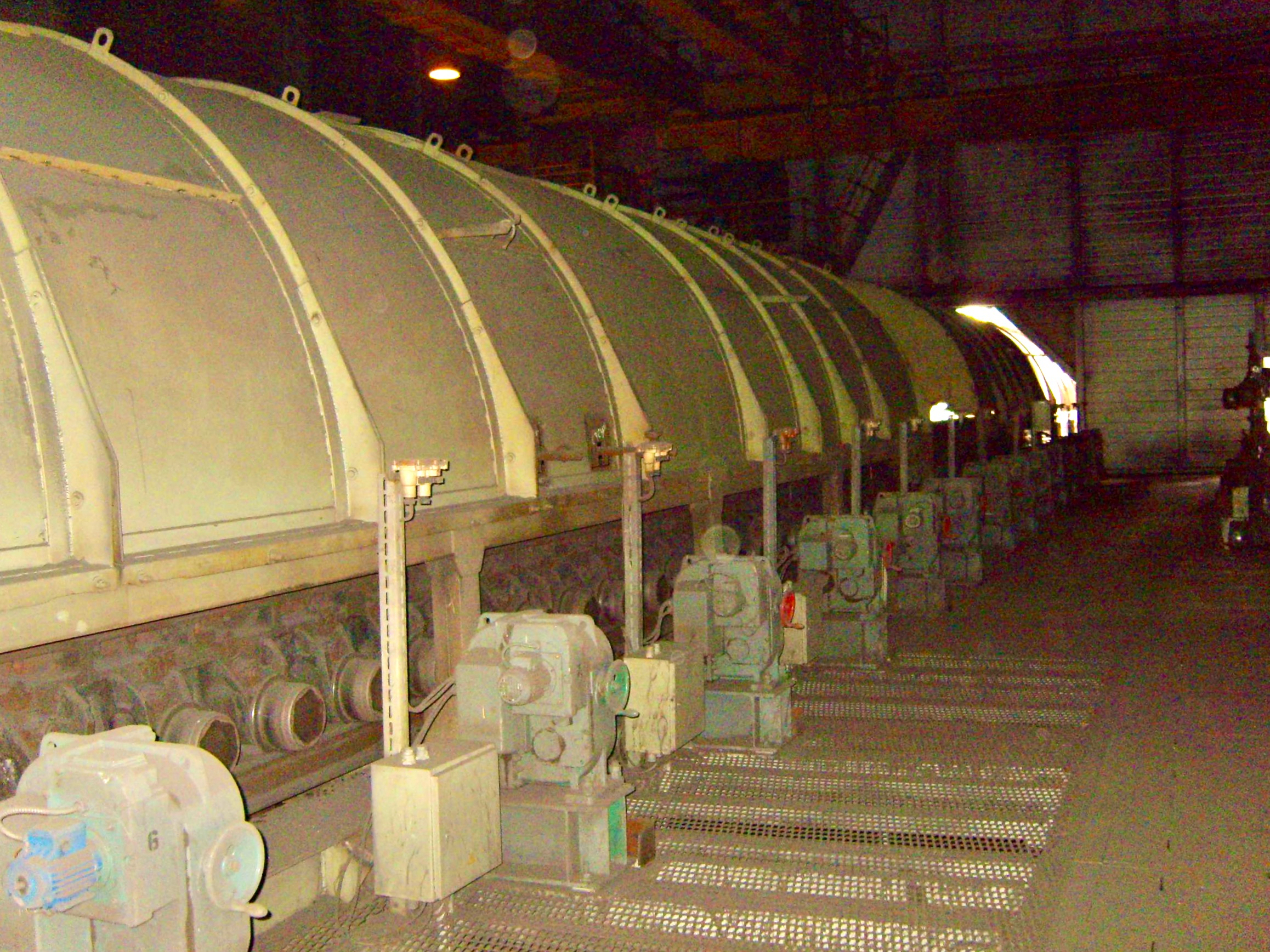
Агломашина с кожухом для охлаждения и рекуперации тепла
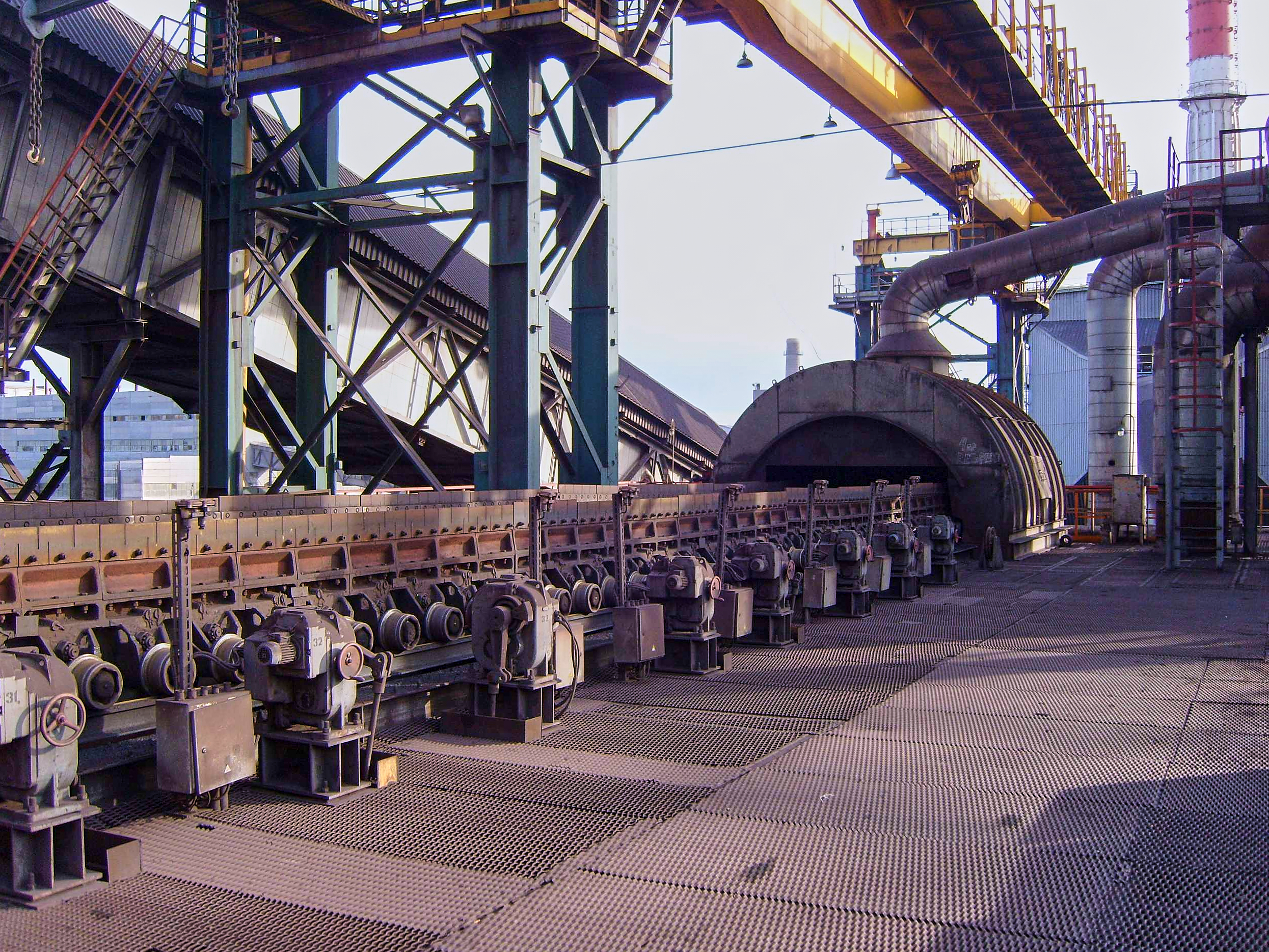
Хвостовая часть агломашины
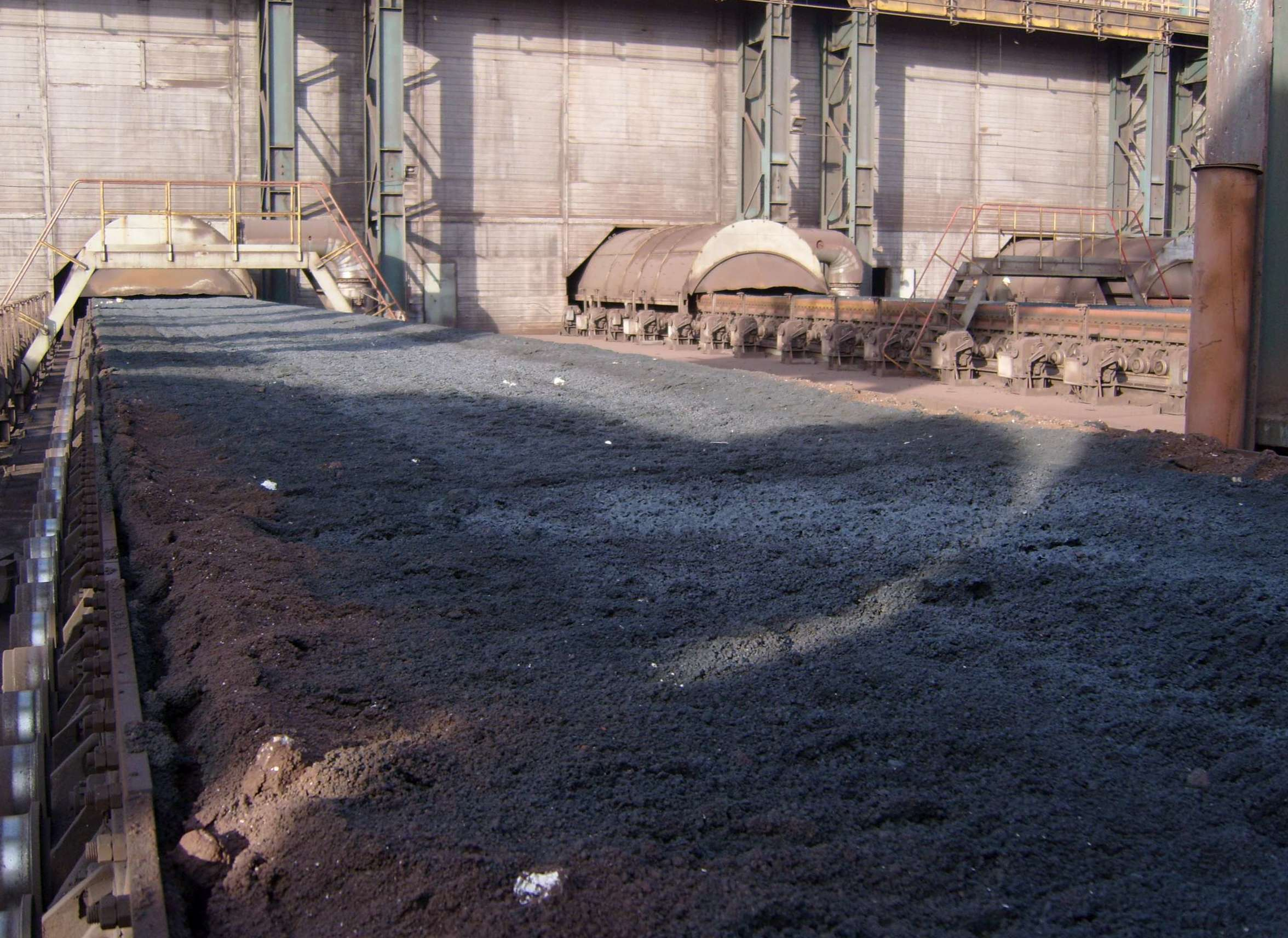
Хвостовая часть агломашины с охлаждающимся агломератом
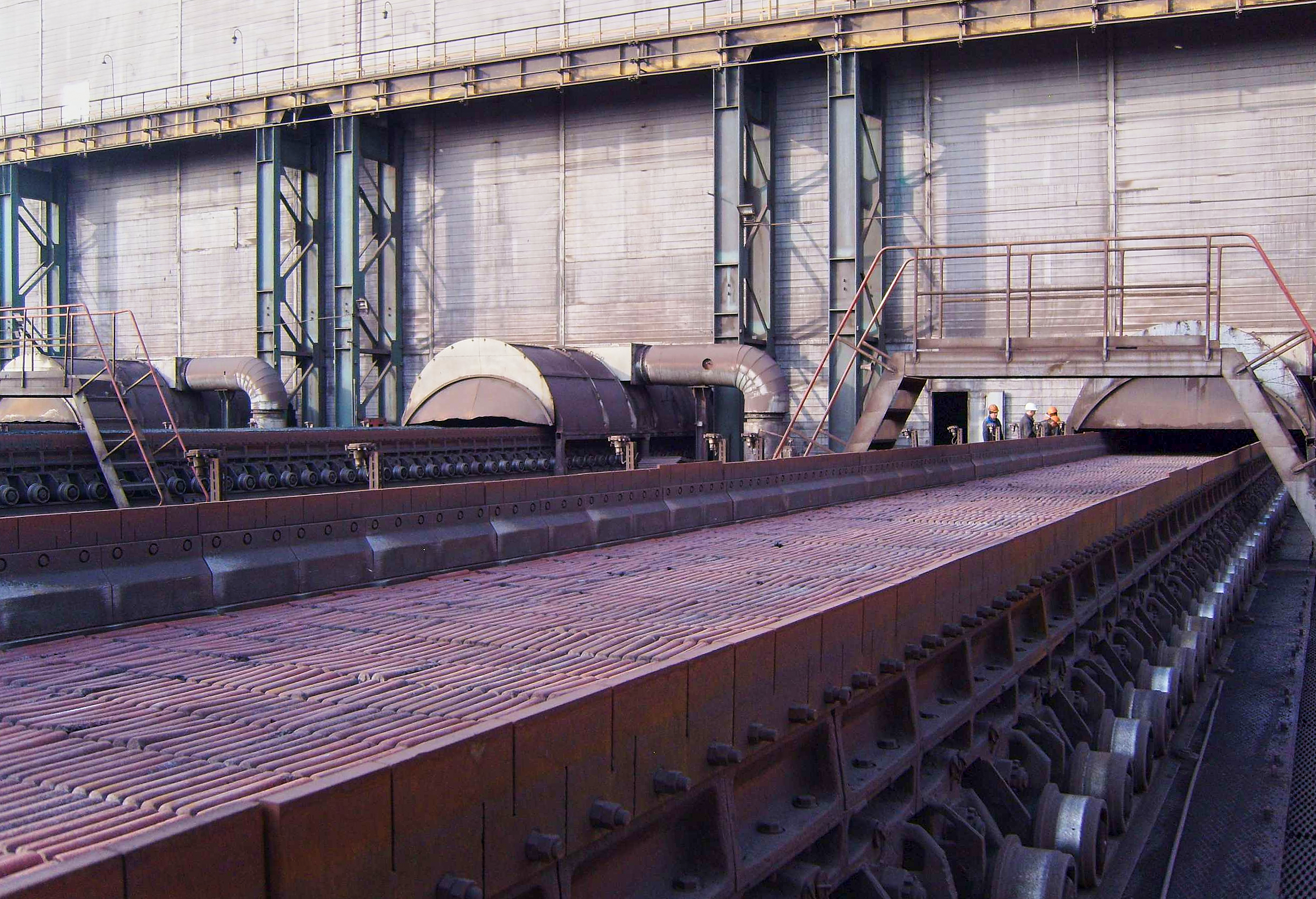
Хвостовая часть агломашины с тележками на открытом воздухе
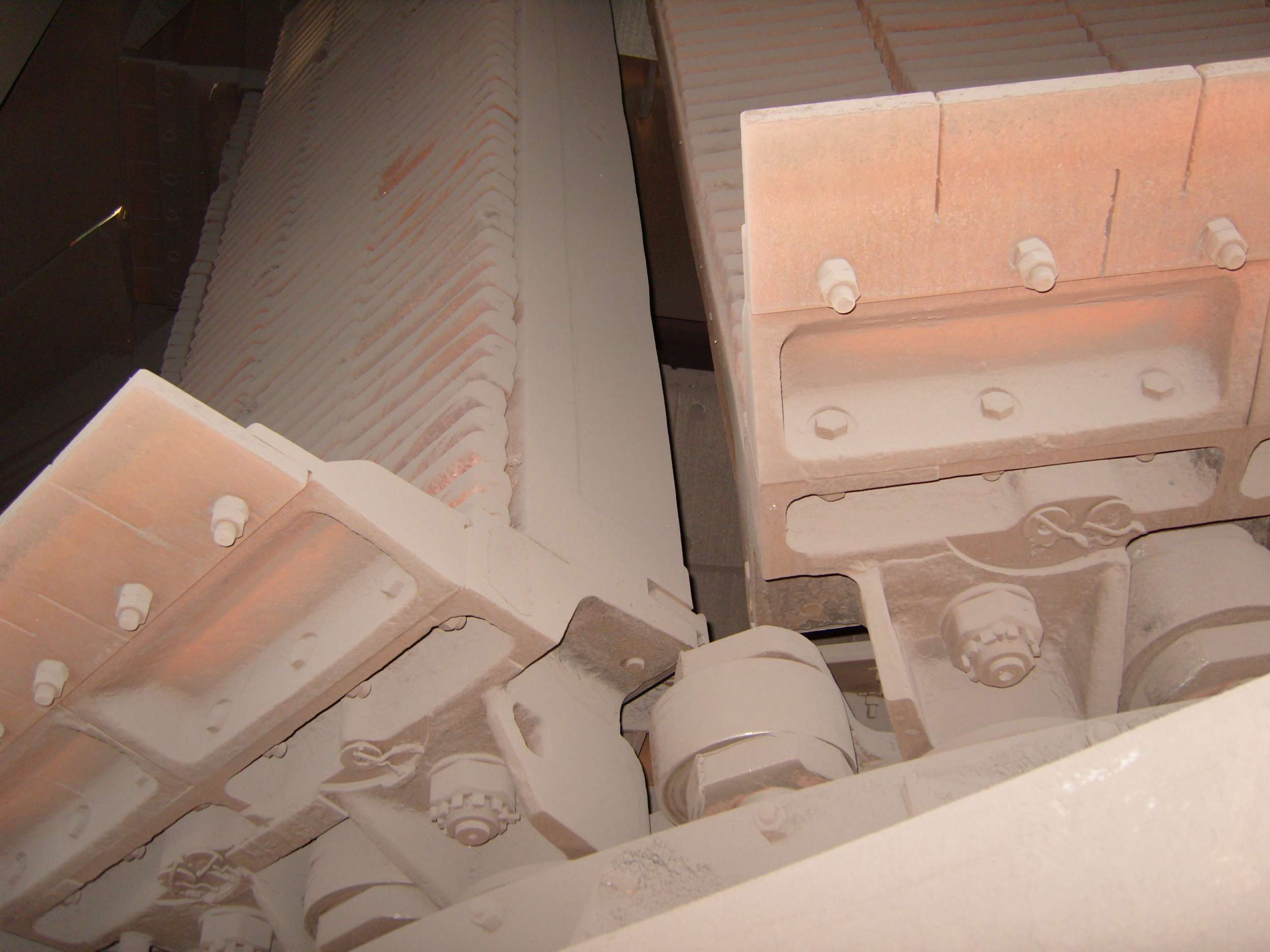
Спекательные тележки в месте разгрузки агломерата с агломашины
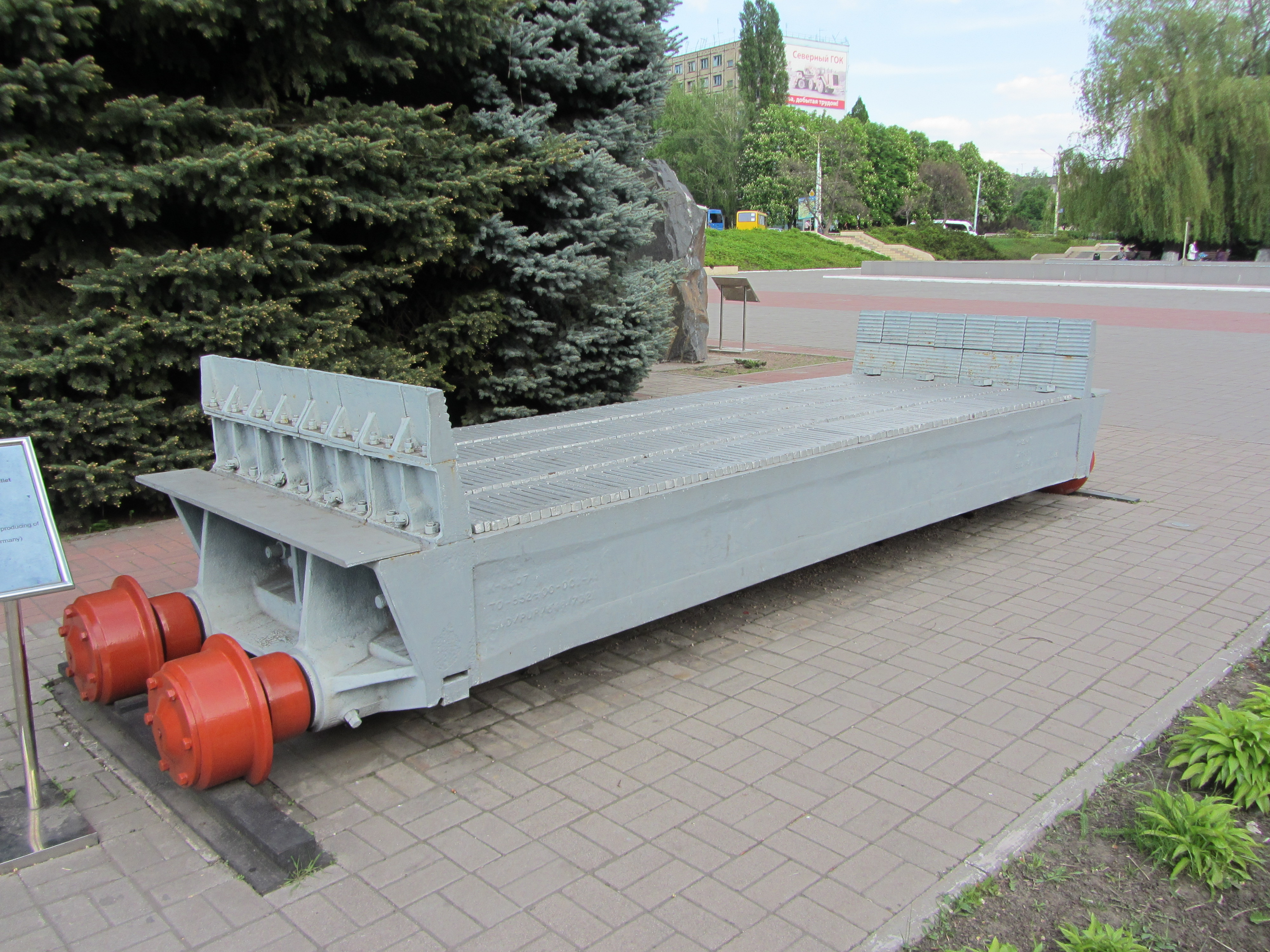
Обжиговая тележка OK-552 (Lurgi, Германия) в музее горной техники СевГОКа (Кривой Рог)